# Быстрова, Галина Петровна
Гали́на Петро́вна Быстро́ва (в девичестве — Долженко́ва, 8 февраля 1934, Нахичевань — 11 октября 1999, Волгоград) — советская легкоатлетка, трёхкратная чемпионка Европы. Заслуженный мастер спорта (1958).

## Биография
Родилась в Нахичевани, где служил её отец-пограничник. В 1941 году он ушёл на фронт, через два года его комиссовали по состоянию здоровья и Пётр переехал с семьёй в Горький. Там Галина окончила 7 классов школы в Канавинском районе, а потом втайне от родителей поступила в физкультурный техникум.
Стала заниматься лёгкой атлетикой под руководством Василия Моисеевича Быстрова, который впоследствии стал её мужем. В 1953 году у них родился сын Сергей.
На Олимпиаде в Мельбурне Галина на дистанции 80 метров с барьерами стала четвёртой, при этом показав одно время с бронзовой призёршей австралийкой Нормой Трауэр.
Через два года на чемпионате Европы Быстрова выиграла две золотые медали — в беге на 80 метров с барьерами и в пятиборье.
На Олимпийских играх в Риме Галина снова участвовала в финале забега на 80 метров с барьерами и стала 5-й.
На чемпионате Европы в 1962 году она вновь выиграла золото в пятиборье.
На своей последней Олимпиаде Быстрова не смогла выйти в финал барьерного бега, но зато завоевала бронзовую медаль в пятиборье.
После завершения карьеры Быстрова работала тренером.
К 50-ти годам у неё резко обострились боли в тазобедренном суставе и врачи поставили диагноз — остеоартроз.
В 1972 году супруг с сыном уехали в Волгоград, а позже и сама Галина переехала к сыну.

## Награды
- Медаль «За трудовую доблесть» (27.04.1957) — «за успехи, достигнутые в деле развития массового физкультурного движения в стране, повышения мастерства советских спортсменов, и успешное выступление на международных соревнованиях»